# Tibin (Ziniaré)
Pour les articles homonymes, voir Tibin.
Tibin est une commune rurale située dans le département de Ziniaré de la province de l'Oubritenga dans la région Plateau-Central au Burkina Faso.

## Géographie
Tibin se trouve à environ 7 km au nord-est de Ziniaré, le chef-lieu du département. La commune est traversée par la route nationale 3.

## Économie

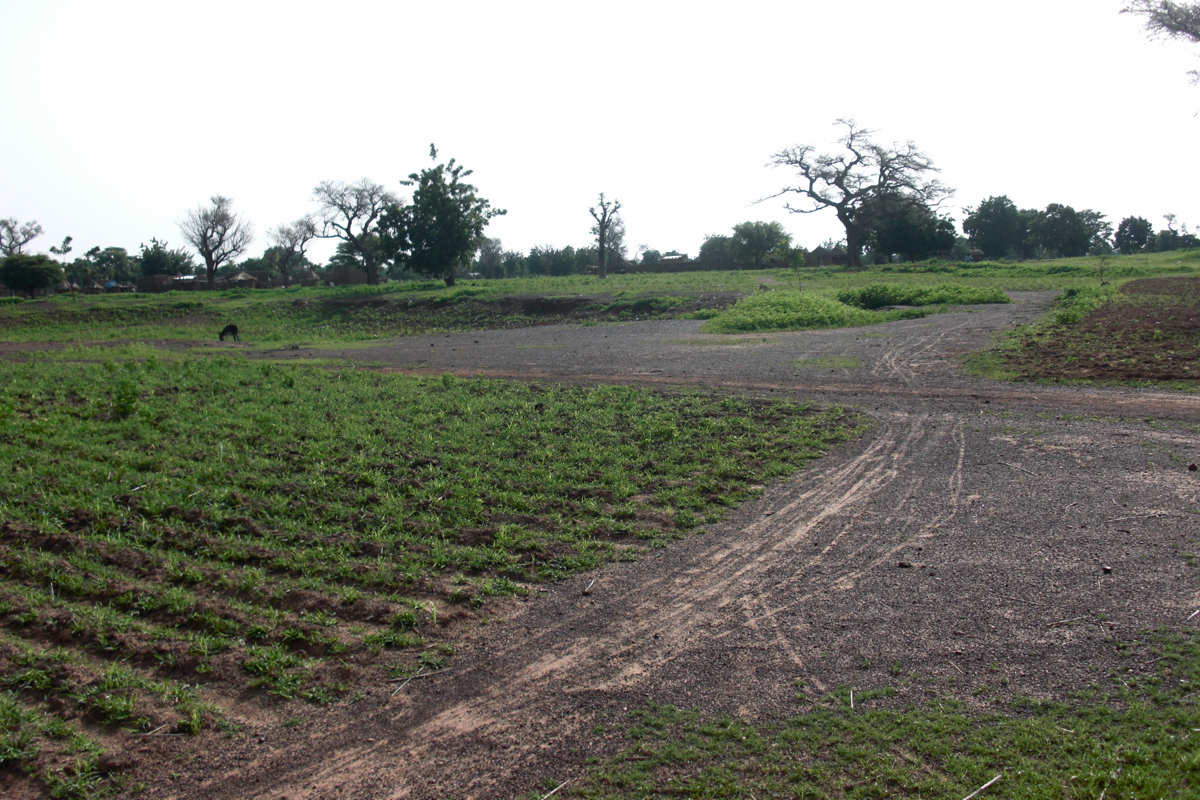
Plantations à Tibin

## Santé et éducation
Tibin accueille un centre de santé et de promotion sociale (CSPS) tandis que le centre médical avec antenne chirurgicale (CMA) de la province se trouve à Ziniaré.

## Religion

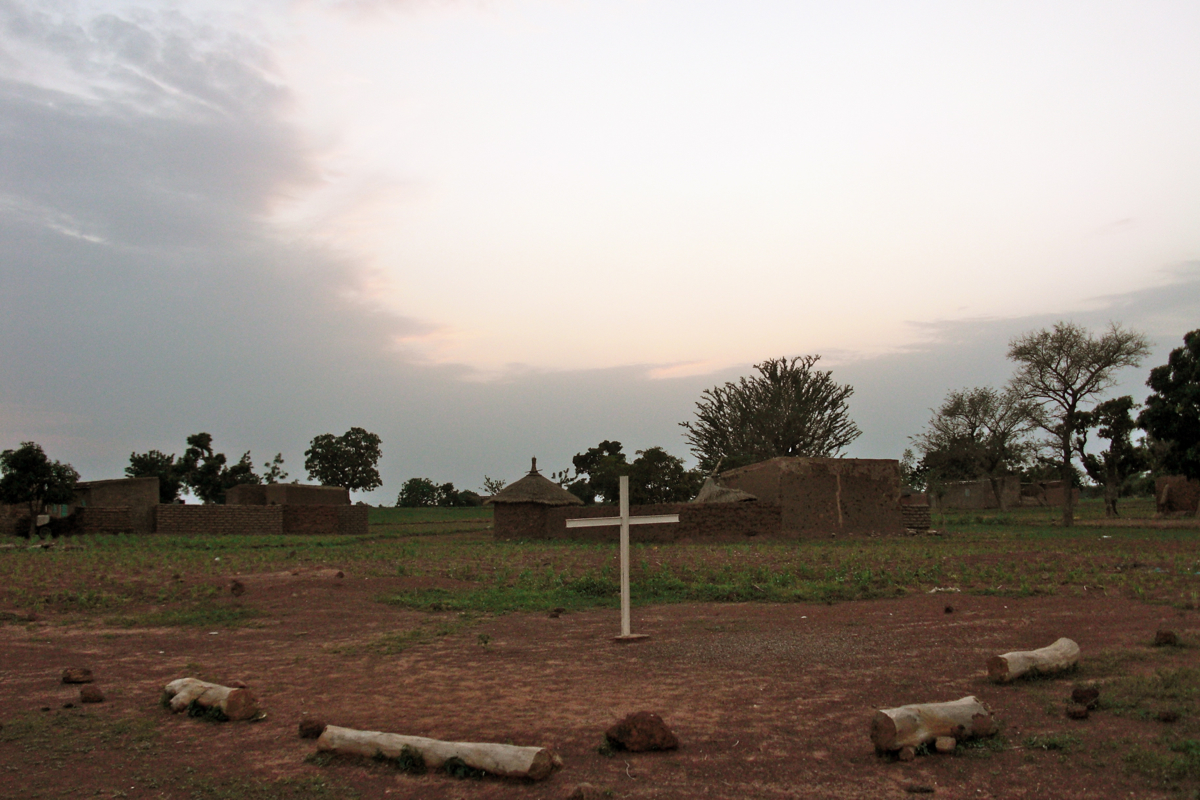
Espace délimité d'une chapelle
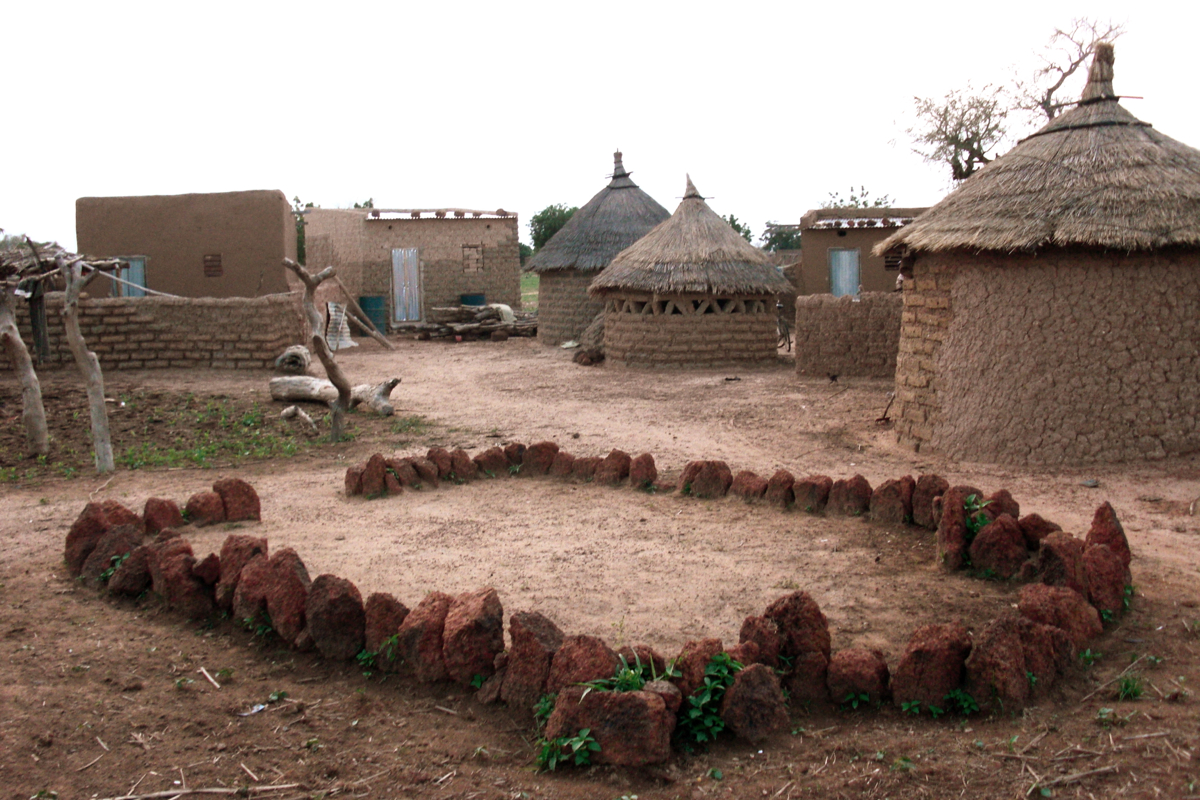
Espace délimité d'une mosquée
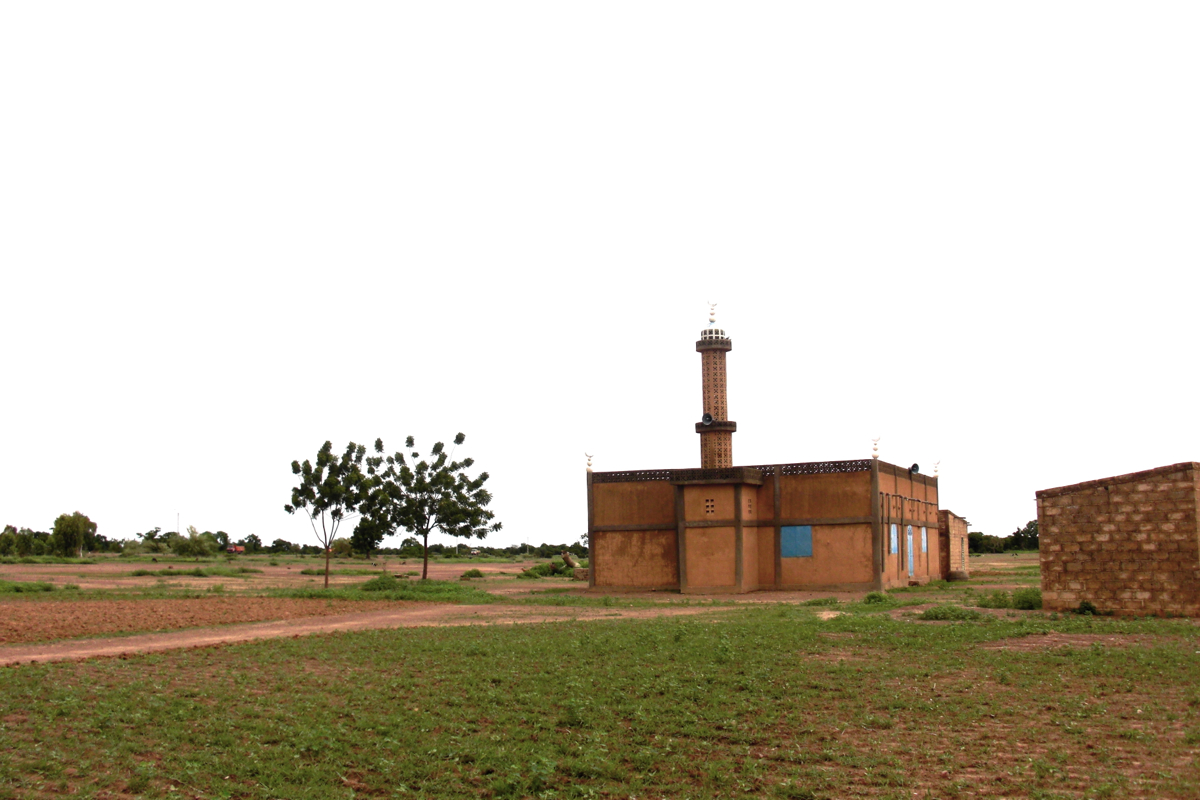
Mosquée